# Сарагоса
Сараго́са (исп. Zaragoza [θaɾaˈɣoθa], араг. Zaragoza) — город на северо-востоке Испании, столица автономного региона Арагон, провинции Сарагоса и одноимённого округа. Город расположен в среднем течении реки Эбро, около 200 метров над уровнем моря. Население города — около 660 000 человек, пятый по величине город Испании.

## История
Сарагоса была основана римлянами в 24 году до н. э. под названием Colonia Caesaraugusta (Колония императора Августа), от которого и произошло её нынешнее название. В 380 году в Сарагосе состоялся всеобщий христианский синод.
В 712—713 годах город был завоёван арабами. С VIII века Сарагоса принадлежала Кордовскому халифату и служила мавританским форпостом в борьбе против христианских королевств северной Испании. После распада халифата Сарагоса стала центром самостоятельного мусульманского государства, прежде чем была завоёвана в 1118 году королём Арагона и Наварры Альфонсо I в ходе Реконкисты и впоследствии стала процветающей столицей его королевства. По указу Альфонсо I все арабы, населявшие Сарагосу, должны были покинуть черту города. С конца XII века Сарагоса была центром Арагона и являлась одним из политических центров Испании. В октябре 1348 года при Педро IV в Сарагосе кортесы приняли закон, запрещавший образование коалиций, направленных против короля.
Погромы 1391 года не затронули евреев Сарагосы, и город стал под предводительством философа и раввина Хасдая Крескаса центром еврейской жизни в Испании. В 1492 году произошло окончательное изгнание евреев и арабов из Сарагосы, что существенно сократило численность населения Сарагосы. Тем не менее, Сарагоса оставалась одним из крупнейших городов Испании (на 1548 год здесь проживало около 25 000 жителей).
После объединения Испании в конце XV века город утратил своё значение, но прославился во время Испанской войны за независимость героической обороной против французов, осаждавших его с 1808 по 1809 год, когда погибло около 50 тысяч защитников города. Обороной города руководил потомок старинного арагонского дворянского рода Хосе Ребольедо де Палафокс и Мельси. Он не был военным, но во время восстания в Сарагосе был провозглашён генерал-капитаном и успешно руководил обороной Сарагосы почти 9 месяцев. Он одержал победу над генералами Вердьё и Лефевр-Денуетом во время первой двухмесячной осады и штурма Сарагосы. Вторую осаду-штурм Сарагосы возглавляли наполеоновские маршалы — Монсей, а позже Ланн. Во второй осаде участвовали два корпуса (3-й и 5-й) Великой Армии Наполеона (что составляло более 50 000 человек). За время двух осад французы потеряли около 25 тысяч человек, а защитники более 50 тысяч. Столь большие потери испанцев объясняются значительными потерями среди гражданского населения (более 30 000). Однако гражданское население в тот момент в Сарагосе нельзя было назвать мирным. Сражались все способные держать оружие — в том числе женщины и дети. За 8 дней до конца сражения тяжело больной, часто терявший сознание Палафокс передал командование Сен-Марку. Палафокс в бессознательном состоянии попал в плен к французам и был вывезен во Францию. В Сарагосу Палафокс вернулся только после падения Наполеона. В конце жизни Палафокс стал герцогом Сарагосским.
При первой попытке захвата Сарагосы во время Гражданской войны мятежники потерпели неудачу, вторая попытка увенчалась успехом. После взятия города Сарагоса стала связным центром националистов в регионе. В годы войны на кладбище Торреро были ликвидированы 3543 республиканца.
Во второй половине XX века благодаря индустриализации и урбанизации экономика Сарагосы стала развиваться быстрыми темпами. В городе и окрестностях были открыты новые фабрики, что привлекло новое население.
После подписания в сентябре 1953 года договоров о военном сотрудничестве между США и Испанией началось строительство военных баз США на территории Испании, и в Сарагосе на базе ранее существовавшего аэродрома Санхурхо была построена военно-воздушная база стратегического авиационного командования ВВС США.
Сейчас Сарагоса является пятым по величине городом Испании. В 2008 году в городе прошла Всемирная выставка, которая дала новый толчок к развитию экономики Сарагосы.

## Население
| 1971     | 1981     | 1996     | 2001     | 2002     | 2004     | 2005     | 2006     | 2007     |
| -------- | -------- | -------- | -------- | -------- | -------- | -------- | -------- | -------- |
| 448 500  | ↗591 000 | ↗602 000 | ↗610 976 | ↗620 419 | ↗638 799 | ↗647 373 | ↗649 181 | ↗654 390 |
| 2008     | 2009     | 2010     | 2011     | 2012     | 2013     | 2014     | 2015     | 2016     |
| ↗666 129 | ↗674 317 | ↗675 121 | ↘674 725 | ↗679 624 | ↗732 765 | ↘666 058 | ↘664 953 | ↘661 108 |
| 2017     | 2018     | 2019     | 2020     | 2021     | 2022     | 2023     | 2024     |          |
| ↗664 938 | ↗666 880 | ↗674 997 | ↗681 877 | ↘675 301 | ↘673 010 | ↗682 513 | ↗686 986 |          |

По состоянию на 1 января 2012 года в Сарагосе проживали 679 624 человека. Из них мужчин 48,4 %, женщин — 51,2 %.
Распределение населения Сарагосы по возрастным группам по данным переписи населения 2011 года:
- до 16 лет — 15,1 %,
- от 16 до 64 лет — 66,2 %,
- старше 65 лет — 18,7 %.

Доля иностранного населения составляет 12,4 %, при этом большинство иностранцев родом из африканских стран, а также стран Центральной и Южной Америки и Вест-Индии. За ними следуют граждане Европейского союза.

## Климат
Так как город лежит в бассейне реки Эбро, окружённой со всех сторон горами, климат Сарагосы — Семиаридный (степной) (по классификации климатов Кёппена BSk). Однако наблюдаются типичные для средиземноморного климата признаки (Csa): сухие лето и зима и более влажный климат весной и осенью. В то время как лето обычно засушливо при температурах до +40 °C , большинство осадков выпадают весной.
Низкие температуры (от 0 до +10 °C) зимой обусловлены частым туманом (всего около 20 дней с ноября по январь) или холодным сухим ветром с северо-западного направления. Зимой иногда бывают заморозки и снег.
| Показатель                                | Янв. | Фев. | Март | Апр. | Май  | Июнь | Июль | Авг. | Сен. | Окт. | Нояб. | Дек. | Год  |
| ----------------------------------------- | ---- | ---- | ---- | ---- | ---- | ---- | ---- | ---- | ---- | ---- | ----- | ---- | ---- |
| Средний суточный максимум, °C             | 10,3 | 13,3 | 16,6 | 18,7 | 23,2 | 27,7 | 31,5 | 31,0 | 26,7 | 20,7 | 14,3  | 10,7 | 20,4 |
| Средняя температура, °C                   | 6,4  | 8,4  | 10,9 | 13,0 | 17,2 | 21,3 | 24,5 | 24,4 | 20,7 | 15,5 | 10,0  | 7,1  | 15,0 |
| Средний суточный минимум, °C              | 2,4  | 3,5  | 5,2  | 7,4  | 11,2 | 14,8 | 17,6 | 17,8 | 14,7 | 10,3 | 5,8   | 3,5  | 9,5  |
| Норма осадков, мм                         | 22   | 20   | 20   | 35   | 44   | 31   | 18   | 17   | 27   | 30   | 30    | 23   | 318  |
| Источник: Agencia Estatal de Meteorología |      |      |      |      |      |      |      |      |      |      |       |      |      |

## Экономика
Сарагоса является четвёртым городом Испании по степени экономического развития. Роль сельского хозяйства в регионе постепенно убывает, основой экономики города является промышленность. Открытый в 1982 году завод по производству автомобилей Opel в муниципалитете Фигеруэлас близ Сарагосы является одним из важнейших работодателей региона. На заводе выпускаются модели Opel Corsa, Meriva, Combo. Завод в Фигеруэласе, где заняты 6400 человек, является самым большим заводом компании General Motors в Европе. Вблизи завода обосновались фирмы-поставщики автомобильных компонентов.
Кроме того, в Сарагосе находятся филиалы компаний BSH Bosch und Siemens Hausgeräte GmbH (производство бытовой техники), Construcciones y Auxiliar de Ferrocarriles (железнодорожные системы), Sociedad Anónima Industrias Celulosa Aragonesa, ICT Ibérica и Torraspapel (производство бумаги), Pikolin (производство матрасов), Lacasa (шоколад), Tata Hispano (производство автобусов), Ámbar (пивоварение) и другие.
Такие проекты, как Plataforma Logística de Zaragoza (PLAZA) — крупнейший центр логистики в Южной Европе, превратили Сарагосу в третий по грузообороту терминал Испании вслед за Мадридом и Барселоной.
Проведение в городе Экспо-2008 также дало толчок модернизации города, строительству деловой инфраструктуры (например, здания Всемирного торгового центра Сарагосы) и способствовало превращению города в современный деловой комплекс.

### Аэропорты
В 16 километрах от города расположен аэропорт Сарагоса (ZAZ). Его открытие состоялось в сентябре 1947 года. Пассажирооборот аэропорта составил в 2012 году 551 тысячу человек. Аэропорт с городом связывает регулярный автобусный маршрут, поездка на такси к центру Сарагосы стоит около 20 евро. Аэропорт также предлагает услуги проката автомобилей. В марте 2008 года по случаю Экспо-2008 был открыт новый терминал. Современное здание может принять около одного миллиона пассажиров в год. В настоящее время аэропорт задействуют четыре авиакомпании (Ryanair, Air Europa, Air Nostrum и Wizz Air), осуществляющие регулярные рейсы в Лондон, Париж, Брюссель, Милан, Бухарест, Клуж-Напоку, а также на Майорку, Тенерифе и Лансароте. Планируется организация рейсов в Прагу, Тимишоару и Марракеш.
Помимо коммерческого пользования, аэропорт также является базой военно-воздушных сил Испании. Посадочная полоса используется для Трансатлантической аварийной посадки космического челнока.

### Железные дороги
Сарагоса расположена на отрезке высокоскоростной железной дороги RENFE между Мадридом и Барселоной. Длительность поездки до Мадрида составляет около 75 минут, до Барселоны — около 90 минут. От главного вокзала города Intermodal Zaragoza Delicias Station, открытого в мае 2007 года, отходят как поезда дальнего направления, так и пригородные электрички Cercanías.
Первая линия Cercanías была открыта 11 июня 2008 года и соединила Сарагосу с пригородами Касетас, Утебо, Делисиас, Портильо и Мирафлорес. Планируется расширение сети пригородных электричек на запад и на восток, а также строительство второй линии.

### Автотранспорт
Сеть автомагистралей связывает Сарагосу с городами Мадрид, Барселона, Бильбао и Валенсия, каждый из которых расположен примерно в 300 км от Сарагосы. Через город проходит автомагистраль Mudéjar (А-23), соединяющая через туннель Somport Испанию с Францией, однако на сегодняшний день состояние дороги на границе двух стран вызывает нарекания.
Для оптимизации движения транспорта через город построены две автомагистрали:
- Z-30 (полукольцо) — снимает нагрузку с центра города
- Z-40 — объездное шоссе, организующее транзитное движение транспорта с запада на север

На сегодняшний день планируется строительство трассы Z-50, способной полностью ликвидировать заторы в городе. Строительство полностью финансируется государством.

### Городской транспорт
Городской транспорт представлен обширной сетью автобусов AVANZA Zaragoza, состоящей из 36 регулярных линии, 2 из которых — круговые. Автобусы обслуживают также 30 муниципалитетов, расположенных на расстоянии до 30 км от центра Сарагосы (Зуэра, Сан-Матео де Гальего, Озера, Мюэль, Ла-Муэла и другие). Оплатить поездку в городском автобусе, имеющем привычный для Арагона красный цвет с оранжевыми полосами, можно, приобретя специальную карту оплаты «Tarjeta Lazo».
Первая линия Сарагосского трамвая была введена в эксплуатацию 19 апреля 2011 года.
Она проходит с северо-востока на юго-запад через основные достопримечательности города. Протяжённость линии — 12,8 км, ожидаемый пассажиропоток — 35 миллионов пассажиров в год. Сейчас ведётся сооружение двух новых линий.
В Сарагосе также существует городская общественная сеть велосипедов BiZi Zaragoza. Она была открыта по случаю Экспо-2008 в июне 2008 года. Первоначально город закупил 350 велосипедов и построил 29 станций, распределённых в основном вдоль берегов Эбро, а также организовал прокладку 88,4 км велосипедных дорожек. В ноябре 2008 года BiZi насчитывал уже 12 500 абонентов. В сентябре 2009 года BiZi провела первое значительное расширение до 1000 велосипедов и 100 станций, достигнув численности в 29 000 подписчиков и 9000 ежедневных применений. Город рассчитывает покрыть сетью BiZi весь город к 2014 году, организовав 250 станций, задействовав 2 500 велосипедов и 60 000. Служба работает 365 дней в году с 6:00 до 24:00. Ежегодная цена подписки составляет 25 евро.

## Культура, общество

### Театр и кино
В городе работают несколько театров. Старейший из них — Главный театр Teatro Principal. Также следует отметить Teatro del Mercado, 
Teatro de la Estación, Teatro de las Esquinas и Teatro Arbolé, имеющий исключительно детский репертуар. Teatro Fleta на несколько лет приостанавливал работу в ожидании постройки нового здания.
Концертный зал Сарагосы Auditorio имеет зал с замечательной акустикой. В этом зале проходят концерты камерного оркестра Enigma-Orquesta de Cámara. По договору с администрацией оркестр играет собственный небольшой концертный сезон, особое внимание уделяя современной музыке. Он также проводит образовательные концерты для школ и работает с хором Auditorio — Amici Musicae.
В Сарагосе базируются Центр драматических искусств Арагона, Teatro de la Ribera, Teatro Imaginario, Caleidoscopio, Muac, Belladona, Teatro del Temple, а также Муниципальная театральная школа, имеющая долгую историю.
Сарагоса — пионер кинопроизводства. Местный уроженец Эдуардо Химено Корреас снял в 1896 году один из первых испанских фильмов «Salida de misa del Pilar». В городе в разное время работал ряд известных режиссёров, актёров, критиков, киносценаристов. В частности, режиссёры Флориан Рей, Хосе Луис Борау, Хосе Мария Форке, Фернандо Паласиос, Антонио Артеро, Сантос Алькосер, Альфредо Кастельон, Хосе Антонио Маенса, Рауль Артигот, Хосе Антонио Дуке, Хосе Луис Гонсальво, Альберто Санчес, современные — Мигель Анхель Ламата и Луис Алегре. Среди сценаристов известен Сантьяго Агилар Оливер.

### Библиотеки
Сарагоса имеет развитую библиотечную сеть, состоящую из координирующего центра и двадцати четырёх муниципальных публичных библиотек. Также в городе расположен Муниципальный архив Сарагосы и Библиотека Арагона (под опекой правительства Арагона). Богатую библиотеку имеет Университет Сарагосы.

### Праздники
29 января — День святого Валерия Сарагосского, покровителя города.
5 марта — La Cincomarzada
Этот праздник отмечается ежегодно в память о стойкости жителей города при попытке взятия Сарагосы карлистами 5 марта 1838 года в ходе Первой карлистской войны.
Страстная неделя (Semana Santa)
Этот праздник является гордостью не только Сарагосы, но и Испании в целом. В эту неделю в городе проводится более пятидесяти красочных шествий на христианские мотивы. Символом празднеств являются удары огромных барабанов и цимбал.
23 апреля — День Святого Георгия (San Jorge)
Святой Георгий Победоносец — покровитель Арагона, праздник в его честь является официальным выходным в Сарагосе и отмечается как День Арагона с 1461 года.
24 июня — День Святого Иоанна (San Juan)
Этот христианский праздник традиционно совпадает с днем летнего солнцестояния и отмечается в ночь с 23 на 24 июня. Эта ночь в Сарагосе — самая красочная в году: повсюду зажигаемые огни факелов и костров символизируют силу солнца. В некоторых районах города, в частности, в парке Делисиас, сотни людей до утра веселятся у огромных костров.
29 октября (дата меняется)— Фестиваль в честь Богородицы Пилар (Fiestas del Pilar)
Богородица Пилар считается покровительницей города. По легенде Дева Мария явилась апостолу Иакову, когда тот начал крестить первых христиан. В честь Богородицы была построена Базилика-де-Нуэстра-Сеньора-дель-Пилар, один из старейших храмов в честь Девы Марии.
Праздник может длиться до 10 дней и ежегодно привлекает большое количество туристов, в особенности самая красочная его часть — приношение цветов Деве Марии, а также торжественная процессия Rosario de cristal, парад гигантских голов (Gigantes y cabezudos) и трупп уличных художников и музыкантов.
Праздники районов города
В течение всего года, особенно весной и летом, в различных районах города проходят менее масштабные, но от этого не менее красочные праздники, предлагающие развлечения для любой аудитории, особенно для молодежи, с концертами известных местных групп и дискотеками. Особо славятся своими развлечениями районы Delicias и San José.

### Образование
Университет Сарагосы является одним из старейших в Испании и единственным государственным вузом в автономном сообществе. Он был основан в 1583 году. В университете обучаются более 40 000 студентов на 22 факультетах. В настоящее время университет расположен в нескольких корпусах, два из которых находятся в черте города. Университет Сарагосы славится своей научной деятельностью и партнёрскими программами с иностранными высшими заведениями.
Частный университет Universidad San Jorge находится в Вильянуэва-де-Гальего в 13 км от Сарагосы.

### Искусство
Величайшим уроженцем Сарагосы считается живописец Франсиско де Гойя (хотя фактически он родился в 44 км от Сарагосы в селении Фуэндетодос). Также жители города чтут наследие мастера XV века Бласко де Граньен
В XVI веке художественный стиль эпохи Возрождения был представлен в городе такими мастерами, как Херонимо Косида, Педро Мороне, Ролан де Муа и Франсиско Лупичини.
Развитие барочной живописи было связано с именами Херонимо де Моры, Мигеля Херонимо Лорьери, Пабло Рабиэльи, Хуана Оркойена, Франсиско дель Плано, Рафаэля Пертуса, Висенте Бердусан и Хусепе Мартинеса.
Живопись XVIII века была представлена именами Хосе Лузана, первого учителя Гойи, и Франсиско Байеу, ещё одного ученика Лузана.
В XIX веке знаменитыми живописцами стали уроженцы Сарагосы Бернардино Монтаньес, Марселино де Ункета, Мариано Варбазан, а также Франсиско Прадилья, родившийся в Вильянуэва-де-Гальего, в восьми милях от Сарагосы.
Среди живописцев XX века следует выделить Мануэля Виолу, Сантьяго Лагунаса, Хосе Мануэля Брото Химено, Франсиско Марина Багуэса и Фермина Агуайо.
Пепе Серда, Анхель, Висенте Паскуаль Родриго, Фернандо Синага, Лина Вила и Дино Вальс — наиболее известные современные художники Сарагосы.
Среди скульпторов отдельного внимания заслуживают Хиль Морланес "Младший", завершивший фасад базилики Iglesia de Santa Engracia, начатый его отцом, а также Херонимо Секано, Феликс Бурриэль и Карлос Палао.
В фотографии в 1837 году (за два года до официального изобретения технологии фотографии Луи Дагерром) Хосе Рамос Сапетти из Сарагосы закрепил изображение на медной пластине в фотолаборатории. Между 1856 и 1874 годами он основал свой фотографический кабинет, передав впоследствии свой бизнес Ансельмо Мария Койну. Позже его сын Игнасио Койн Лапетра расширил производство и основал киностудию «Кино Койн».

### Музыка
Сарагоса — колыбель «новой арагонской песни» (исп. nueva canción Aragonesa), музыкального течения, флагманами которого стали Хосе Антонио Лабордета, Хоакин Карбонелл и ансамбль La Bullonera, а также современные исполнители Анхель Петизме и Кармен Парис. Также Сарагоса — родина рок-группы Héroes del Silencio, основанной в 1980-х годах. Современную инди-музыку играют группы El niño gusano, Tachenko, La Costa Brava и Da. Лидерами направлений рэп и хип-хоп является группа Violadores del verso. В панк-роке тон задает Маноло Кабесаболо, в блюзе — Ана Мидон.
Среди музыкальных журналов, выпускаемых в городе — Zona de obras, акцентирующий внимание на латиноамериканской музыке и культуре.

### Спорт
Футбольный клуб «Реал Сарагоса», основанный в 1932 году, участвует в Сегунде, втором дивизионе Испанской лиги, и является шестикратным обладателем Кубка Испании. В высшем дивизионе чемпионата Испании клуб суммарно провёл более 55 сезонов. Наиболее успешно клуб выступал в 1960-е, 1980-е и в первой половине 1990-х годов. Одним из самых славных событий в новейшей истории команды является завоевание Кубка обладателей кубков УЕФА 1994/95 годов. Клуб выступает на стадионе «Ромареда» (34 тыс. мест). На этом стадионе прошли три матча чемпионата мира по футболу 1982 года, а также матчи олимпийского футбольного турнира 1992 года. Второй по силе футбольный клуб города — «Эбро». В городе также базируется женская футбольная команда Club Deportivo Transportes Alcaine.
Гандбольная команда BM Aragón играет в высшей испанской лиге Liga ASOBAL. Баскетбольный клуб «Сарагоса» в настоящее время также выступает в высшем испанском дивизионе Лиге ACB. Клуб выступает на арене «Павильон принца Фелипе», вмещающей 10 700 зрителей.
Сарагоса совместно с Хакой подавала заявку на проведение зимней Олимпиады 2014 года, но не преуспела в этом.

## Музеи
- Центр истории (исп. Centro de Historias)
- Епархиальный музей Сарагосы (Museo Diocesano de Zaragoza)
- Музей Пабло Гаргалло (исп. Museo Pablo Gargallo)
- Музей Пилар (исп. Museo Pilarista)
- Музей гобеленов Ла-Сео (исп. Museo de Tapices de La Seo), большая коллекция гобеленов XV—XVIII веков, одна из лучших в Европе
- Музей Сарагосы
- Музей Пабло Серрано (исп. Museo Pablo Serrano), содержит работы скульптора Пабло Серрано, основателя Grupo El Paso и лауреата премии искусств Принца Астурийского в 1982 году
- Музей Камон Аснар (исп. Museo Camón Aznar)
- Палеонтологический музей (Сарагоса) (исп. Museo Paleontológico), на территории университета
- Этнографический музей
- Музей керамики Сарагосы
- Музей «Torre Nueva» в честь разрушенного в XIX веке Арагонского дворца
- Музей Огня и Пламени (Museo del Fuego y los Bomberos)
- Museo de La Zaragozana, расположенный в здании старой пивоварни
- Центр исследования устойчивого развития городов (окрестности Вальдеспартеры)
- Музей Военной академии.

- Музей Гойя в Сарагосе
- Портрет Франсиско Гойи
- Музей Сарагосы
- Музей Пабло Серрано

Музеи истории римских времен
- «Римский театр» (исп. Museo del teatro romano)
- «Форум» (исп. Museo del Foro)
- «Термы» (исп. Museo de las Termas)
- «Речной порт» (исп. Museo del Puerto fluvial)
- «Речной аквариум» (исп. Acuario Fluvial de Zaragoza), построен для Экспо-2008, вероятно, самый большой пресноводный аквариум в Европе.

## Достопримечательности
Облик Сарагосы формировался на протяжении многих веков. Большинство памятников культуры и истории сосредоточены в Старом городе Сарагосы, несмотря на то, что город изрядно пострадал в период войн за независимость в XIX веке. О римском периоде напоминают оставшиеся части оборонительных укреплений, римский театр, римский форум, античный речной форт и общественные бани. Каменный мост через реку Эбро имеет многовековую историю. Уже в римский период на его месте располагался мост, предположительно деревянный. Мост, сохранившийся до наших дней, был построен в первой половине XV века. Его также называют Львиным, так как с обеих сторон моста на колоннах высятся четыре льва, символы города.
Самые известные достопримечательности города:
- Базилика Нуэстра-Синьора-дель-Пилар — крупнейшая церковь Испании в стиле барокко, один из символов Сарагосы. Первоначально на этом месте первыми христианами была установлена часовня. В 40 году Богородица явилась апостолу Иакову около колонны Пилар. Базилика считается старейшим и самым почитаемым храмом в честь Девы Марии в Испании, а сама Дева Пилар — покровительницей Сарагосы. Внутри базилики находятся фрески Гойи и Франсиско Байеу, также знаменитый алтарь работы Дамиена Формента (XVI век). Неподалёку от базилики находятся здания биржи Ла-Лонха, аюнтамиенто и дворец Епископа.
- Собор Сан-Сальвадор или собор ла-Сео, недавно отреставрированный, сохранил апсиды от романской церкви, построенной в конце XII века. Архитектура собора сочетает в себе разнообразные стили: одна из капелл выполнена в стиле мудехар, другие — в стиле ренессанс, башня — в стиле барокко. В интерьере собора присутствуют элементы готики и фламандские гобелены. Собор является объектом Всемирного наследия ЮНЕСКО.
- Альхаферия (Aljafería) — дворец в мавританском стиле, построенный в XI веке для халифа тайфы Сарагосы Аль-Муктадира. Дворец использовали также христианские правители Арагона, в частности, Педро IV и Фердинанд. В XIX веке Альхаферия пострадала от наполеоновских войск. Впоследствии он использовался в качестве штаб-квартиры инквизиции, а ныне — как резиденция парламента Арагона. Древнейшая часть крепости, башня Трубадура, фигурирует в опере Верди «Трубадур».

Благодаря тому, что мусульманское население Сарагосы не было столь стеснено в своих действиях, как в других испанских городах, их искусство во многом повлияло на облик города. В первую очередь в архитектуре Сарагосы заметен синтетический стиль мудехар, в котором тесно переплелись элементы мавританского, готического и (позднее) ренессансного искусства. В стиле мудехар были построены как жилые дома, так и общественные, в том числе многие церкви (церковь Сан-Пабло, Сан-Жиль, Сан-Мигель, церковь Магдалены), крепостная башня ла Суда (Torreón de la Zuda). Некоторые здания, построенные в стиле мудехар, внесены в список Всемирного наследия ЮНЕСКО.
- «Водяной столб»
- На Площади Испании
- Пешеходная улица Сарагосы
- Римские стены
- У моста через реку Эбро
- Дворец Альхаферия
- Парк «Grande»

Современная архитектура
- Концертный зал «Auditorio de Zaragoza[исп.]»
- Железнодорожный вокзал Zaragoza-Delicias
- Региональная штаб-квартира Конфедерации Арагон (CREA), бывший павильон Арагона на Всемирной выставке в Севилье.
- Музей Пабло Серрано.
- Квартал Puerta Cinegia[исп.], офисное и жилое пространство.
- Всемирный торговый центр Сарагосы — деловой комплекс, расположенный между улицами Марии Самбрано и Гертрудис Гомес де Авельянеда, одно из самых высоких зданий в городе.
- Aragonia — комплекс офисных, коммерческих, жилых и развлекательных помещений, спроектированный разработан Рафаэлем Монео.
- Плотина Vadorrey, обеспечивающая навигацию по Эбро
- Аэропорт Сарагосы. Новый терминал был запущен в 2008 году.

Архитектура, приуроченная к Экспо-2008
- Павильон «Испания», построенный по проекту Пачи Мангадо. Ныне — здание Института по исследованиям глобальных изменений климата.
- Павильон «Мост», построенный по проекту известного британского архитектора Захи Хадид. В нём должен разместится культурный центр под эгидой банковского холдинга Ibercaja[исп.].
- «Водяной столб» — небоскрёб, разработанный Энрике де Тереса. В нём разместится культурный центр под эгидой CAI[исп.].
- Конференц-центр Арагона
- Павильон «Арагон» — передан под штаб-квартиру Министерства образования Арагона.
- Мост «Третье тысячелетие», спроектированный инженером Хуан Хосе Аренасом.
- «Аквариум Сарагосы».
- Аквапарк «Метрополитан».

Площади и скверы
- Площадь Пилар, вокруг которой расположены Пилар, Ла-Сео, мэрия и рынок.
- Проезд Независимости (исп. Paseo Independencia), Площадь Испании (исп. Plaza de España) и Площадь Арагона (исп. Plaza de Aragón) — центр Сарагосы .
- Эль-Тубо (исп. El Tubo) — лабиринт узких улочек, изобилующий барами и кафе и расположенный позади Площади Испании.
- Площадь Юстиции.
- Площадь Святого Филиппа (исп. Plaza de San Felipe).
- Площадь Святой Марты.
- Площадь Святого Бруно (исп. Plaza de San Bruno) — рынок антиквариата и ремесленных изделий, открытые каждое воскресенье.

Природные памятники
- Река Эбро и её набережная.
- Парк «Grande» имени Хосе Антонио Лабордеты (ранее — имени Мигеля Примо де Риверы).
- Императорский канал Арагона.
- Природный парк «Galacho Juslibol»
- Природный парк «Galacho La Alfranca»
- Аквапарк Луиса Бунюэля

## Города-побратимы
- Zaragoza[вд], Гватемала
- Барнаул, Россия
- Биарриц, Франция
- Вифлеем, Государство Палестина
- Далянь, Китай
- Замбоанга, Филиппины
- Коимбра, Португалия
- Ла-Пас, Боливия
- Ла-Плата, Аргентина
- Мостолес, Испания
- По, Франция
- Скопье, Северная Македония (2008)[41][42]
- Ташкент, Узбекистан
- Тирана, Албания[43]
- Тихуана, Мексика
- Юйлинь, Китай